# Диаконис, Перси
Перси Уоррен Диаконис, Persi Warren Diaconis (/ daɪəˈkoʊnɪs /; родился 31 января 1945 г.) — американский математик греческого происхождения и бывший профессиональный фокусник. Является профессором статистики и математики Стэнфордского университета. Известен решением математических задач, связанных со случайностью и рандомизацией, таких как подбрасывание монет и перетасовка игральных карт.

## Биография
Диаконис ушел из дома в 14 лет, чтобы путешествовать с «легендой ловкости рук» Даем Верноном, и бросил школу, пообещав себе, что однажды вернется, чтобы выучить всю математику, необходимую для чтения знаменитой книги Уильяма Феллера, двухтомный трактат по теории вероятностей «Введение в теорию вероятностей и ее приложения». Он вернулся в школу (Городской колледж Нью-Йорка, получив степень бакалавра в 1971 году, а затем получил докторскую степень по математической статистике в Гарвардском университете в 1974 году), научился читать Феллера и стал специалистом по математической вероятности. По словам Мартина Гарднера, в школе Диаконис зарабатывал себе на жизнь игрой в покер, путешествуя на кораблях между Нью-Йорком и Южной Америкой. Гарднер вспоминает, что у Диакониса была «фантастическая способность к игре».
Диаконис женат на профессоре статистики Стэнфорда Сьюзан Холмс.

## Карьера
Диаконис получил стипендию Макартура в 1982 году. В 1990 году он опубликовал (вместе с Дэйвом Байером) статью, озаглавленную «По следам перетасовки ласточкиного хвоста к её логове» (термин, придуманный фокусником Чарльзом Джорданом в начале 1900-х годов), в котором были получены строгие результаты: от того, сколько раз колода игральных карт должна быть перетасована, прежде чем ее можно будет считать случайной в соответствии с математической мерой общего расстояния вариации.
Диакониса часто цитируют за упрощенное утверждение о том, что для рандомизации колоды требуется семь перетасовок. Точнее, Диаконис показал, что в модели Гилберта-Шеннона-Ридса о том, насколько вероятно, что перетасовка приводит к определенной перестановке перетасовки, требуется 5 перетасовок, прежде чем общее расстояние вариации колоды из 52 карт начинает значительно уменьшаться от максимального значения 1,0 и 7 переборов, прежде чем он очень быстро упадет ниже 0,5 (пороговое явление), после чего он уменьшается в 2 раза при каждом перемешивании. Когда энтропия рассматривается как вероятностное расстояние, кажется, что перетасовка рифлей занимает меньше времени для смешивания, и пороговое явление исчезает (поскольку функция энтропии является субаддитивной).
Диаконис является соавтором нескольких более поздних статей, расширяющих его результаты 1992 года и связывающих проблему тасования карт с другими задачами математики. Среди прочего, они показали, что расстояние между упорядоченными колодами для блэкджека (то есть тузы сверху, за ними двойки, затем тройки и т. д.) падает ниже 0,5 после 7 перетасовок. Разделительное расстояние — это верхняя граница вариационного расстояния.
Он входил в состав жюри по математическим наукам премии Infosys в 2011 и 2012 годах.

## Награды и почести
- 1982 — Награжден стипендией Макартура.
- 1982 — Награжден премией Ролло Дэвидсона.
- 1990 г. — приглашенный спикер Международного конгресса математиков (ICM)[9].
- 1995 г. — избран в Национальную академию наук.
- 1997 — Гиббс, лектор Американского математического общества.
- 1998 г. — спикер пленарного заседания ICM[10].
- 2003 г. — получил почетную степень доктора наук Чикагского университета.
- 2005 г. — избран в Американское философское общество.
- 2006 — Награжден премией Ван Вейнгардена.
- 2012 г. — награжден премией Леви Л. Конанта.
- 2012 г. — член Американского математического общества.
- 2013 г. — получил почетную степень Сент-Эндрюсского университета.
- 2014 — Читатель лекции Cahit Arf Ближневосточного технического университета, Анкара, Турция.

## Работы
Книги
Group Representations In Probability And Statistics (Institute of Mathematical Statistics, 1988)
Magical Mathematics: The Mathematical Ideas That Animate Great Magic Tricks (with Ronald L. Graham, Princeton University Press, 2012), [23] winner of the 2013 Euler Book Prize
Ten Great Ideas about Chance (with Brian Skyrms, Princeton University Press, 2018)
Среди других его публикаций
«Теории анализа данных: от магического мышления до классической статистики», в Хоаглин, округ Колумбия (ред.) (1985). Изучение таблиц данных, трендов и форм. Уайли. ISBN 0-471-09776-4 /Theories of data analysis: from magical thinking through classical statistics", in Hoaglin, D.C. (ed.) (1985). Exploring Data Tables, Trends, and Shapes. Wiley. ISBN 0-471-09776-4.
Диаконис, П. (1978). «Статистические проблемы в исследовании ESP». Наука. 201 (4351): 131—136. Бибкод: 1978Sci…201..131D. дои: 10.1126/наука.663642. PMID 663642./Diaconis, P. (1978). «Statistical problems in ESP research». Science. 201 (4351): 131—136. Bibcode:1978Sci…201..131D. doi:10.1126/science.663642. PMID 663642